# Hirondelle à ailes hérissées
Stelgidopteryx serripennis
Espèce
Répartition géographique
- Aire de nidification
- Voie migratoire
- Présent à l'année
- Aire d'hivernage

Statut de conservation UICN

 LC  : Préoccupation mineure
L'Hirondelle à ailes hérissées (Stelgidopteryx serripennis) est une espèce de passereau appartenant à la famille des Hirundinidae vivant en Amérique du Nord et en Amérique centrale.

## Taxonomie
L'Hirondelle à ailes hérissées à plusieurs sous-espèces :
- Stelgidopteryx serripennis ridgwayi (Nelson 1901) – Hirondelle de Ridgway (Yucatán, au Mexique)

## Description

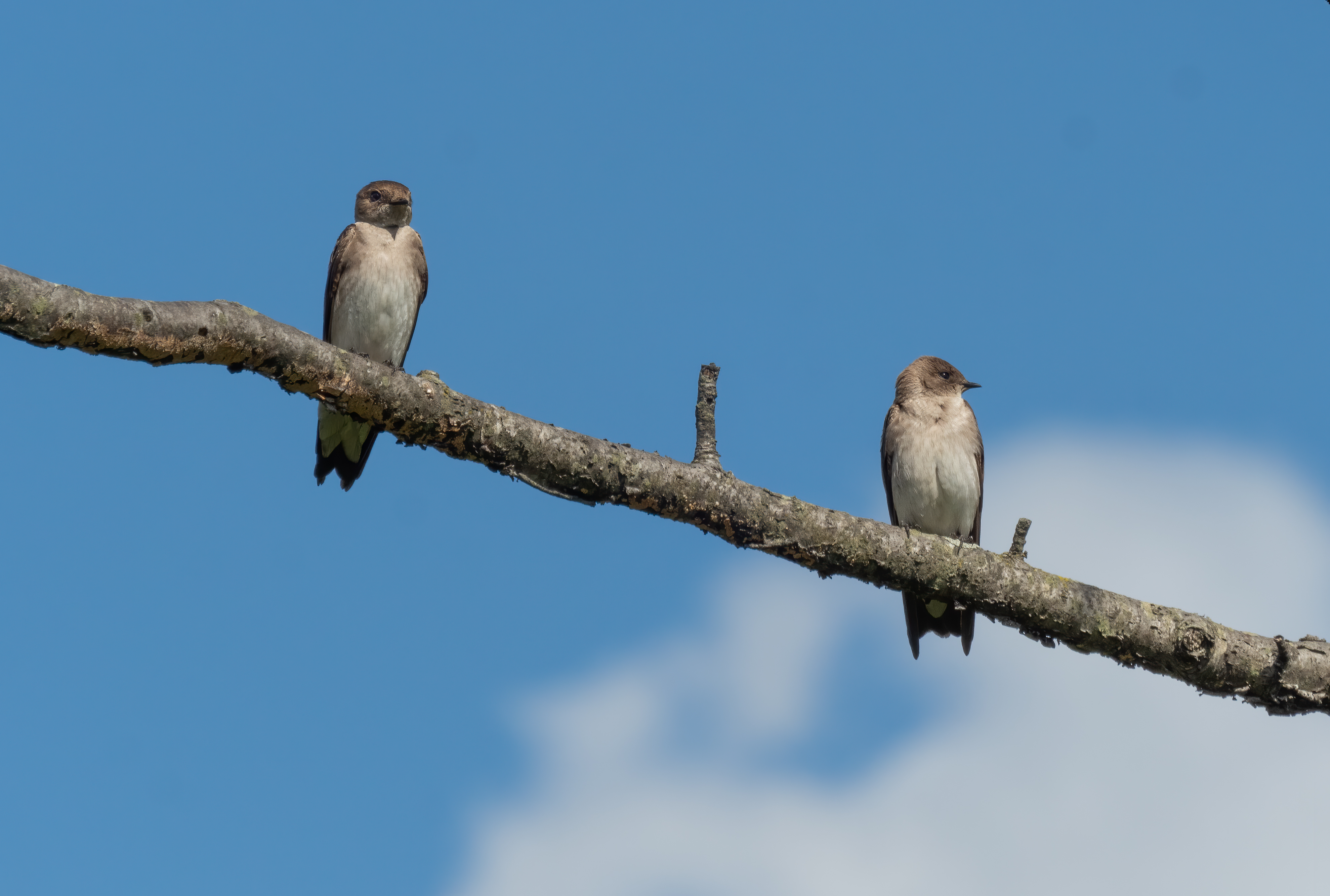
Hirondelles à aies hérissées au Jamaica Bay Wildlife Refuge à New York.

L'Hirondelle à ailes hérissées se distingue par sa simplicité parmi les espèces d'hirondelles. Son plumage arbore une teinte brune uniforme, agrémentée d'une fine bande brunâtre traversant sa poitrine. Dotée d'ailes relativement larges et d'une queue courte et carrée, elle affectionne particulièrement les zones environnantes des plans d'eau.

## Distribution et habitat
Elle élit domicile dans des terriers aménagés le long des berges des cours d'eau ainsi que dans d'autres types de cavités et de crevasses. Contrairement à l'Hirondelle de rivage, eurasienne, elle évite la nidification en colonies.

## Comportement

### Vocalisations et sons
Son cri est un bourdonnement grave, avec une légère nuance grinçante et ascendante.